# Армяно-индийские отношения

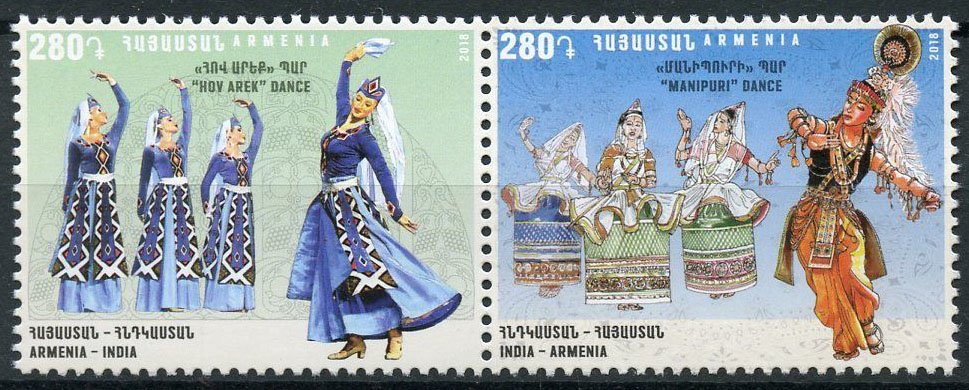
Почтовые марки Армении (2018)

Армяно-индийские отношения — международные отношения между Арменией и Индией.

## Ранняя история
Считается, что армяне появились в Индии в составе вспомогательных частей Александра Македонского, когда он пересек Армению по пути в Индию. Самые ранние документальные упоминания о взаимоотношениях армян и индийцев можно найти в Киропедии, работе Ксенофонта (430 г. до н.э. — 355 г. до н.э.). Эти источники указывают на то, что армяне путешествовали в Индию и они были хорошо осведомлены о наземных путях, ведущих в Индию, а также об общей и политической географии, социокультурной среде и экономической жизни Индийского субконтинента.

## Средневековая история
Император Великих Моголов Акбар (1556–1605) в 16 веке приглашал армян селиться в Агре, а к середине 19 века там проживало уже значительное количество армян. Армянские торговцы посещали Агру во времена империи Великих Моголов. Акбар предоставил армянам несколько привилегий, значительную свободу вероисповедания и возможность работать на правительство. Мариам Замани Бегум, одна из жён Акбара, была армянкой. Императорским указом армянские купцы были освобождены от уплаты налогов на товары, ввозимые и вывозимые ими, а также им было разрешено передвигаться по территориям Империи Великих Моголов, куда въезд иностранцам был запрещён. В 1562 году в Агре была построена армянская церковь. Начиная с 16 века, армяне (в основном из Персии) сформировали важное торговое сообщество в Сурате, самом активном индийском порту того периода, расположенном на западном побережье Индии. Также армяне поселились в Чинсура, недалеко от Калькутты, и в 1697 году построили там церковь. Это вторая старейшая церковь в Бенгалии, которая до сих пор хорошо сохранилась благодаря работе Комитета Армянской церкви Калькутты.

## Современная история
Индийская классическая певица Гохар Джаан, которая в 1902 году стала первым человеком, записанным на граммофон, была армянского происхождения. После обретения Индией независимости 15 августа 1947 года большая часть армянской общины Индии мигрировала в Австралию, Соединенные Штаты и другие страны. Оставшаяся армянская община в Индии в основном сосредоточена в Калькутте, некоторое количество армян также проживают в Мумбаи, Дели, Агре и Ченнаи. Во всех этих городах есть армянские церкви и кладбища. Браки между индейцами и армянами привели к появлению индоармян.
Президент Индии Сарвепалли Радхакришнан посетил Армянскую Советскую Социалистическую Республику в сентябре 1964 года, а премьер-министр Индира Ганди — в июне 1976 года.
Индия признала Армению 26 декабря 1991 года, через три месяца после объявления независимости от Советского Союза. Дипломатические отношения между Индией и Арменией были установлены 31 августа 1992 года. Индия открыла свое посольство в Ереване 1 марта 1999 года. Армения, которая открыла почётное консульство в апреле 1994 года, открыла свое посольство в Нью-Дели в октябре 1999 года.
Президенты Армении Левон Тер-Петросян и Роберт Кочарян посещали Индию в 1995 и 2003 годах соответственно.